# Juri Petrowitsch Trutnew

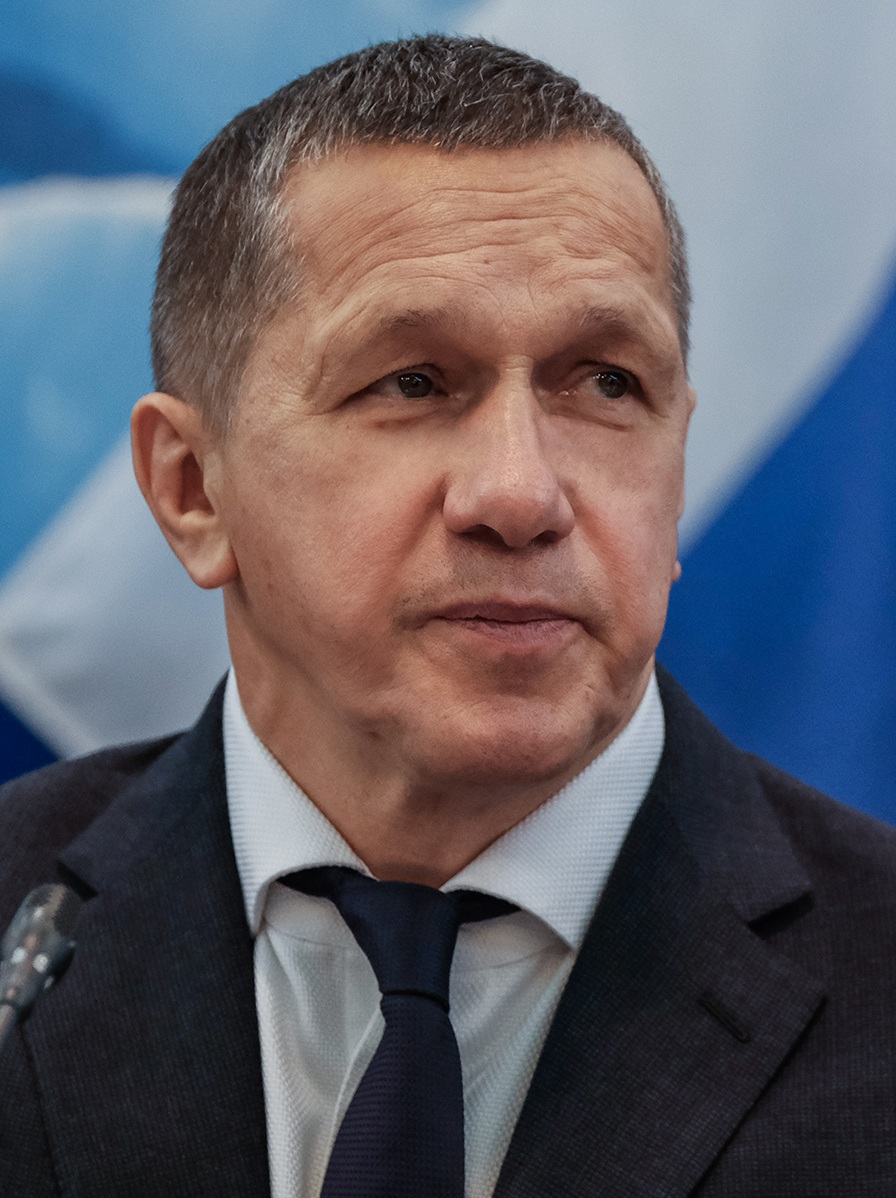
Juri Trutnew (2019)

Juri Petrowitsch Trutnew (russisch Юрий Петрович Трутнев; * 1. März 1956 in Molotow, heute Perm) ist ein russischer Politiker. Seit August 2013 ist er Vize-Ministerpräsident und Bevollmächtigter des Präsidenten im Föderationskreis Ferner Osten. Er bekleidet den Rang eines Wirklichen Staatsrats 1. Klasse der Russischen Föderation.

## Leben
Trutnew absolvierte ein Ingenieur-Studium an der Fakultät für Bergbau der Staatlichen Technischen Universität Perm. Nach dem Studium war er zunächst Wissenschaftlicher Mitarbeiter am Permer Forschungsinstitut für Mineralöl.
Seine politische Laufbahn begann er als örtlicher Sekretär des Komsomol. 1994 wurde Trutnew Abgeordneter der Stadtduma in Perm. 1996 wurde er zum Bürgermeister der Stadt Perm und 2000 zum Gouverneur der Oblast Perm gewählt.
Am 9. März 2004 wurde Trutnew vom damaligen russischen Präsidenten Wladimir Putin zum Minister für Naturressourcen ernannt. Bei der Bildung der neuen Regierung nach der Wahl von Dmitri Medwedew zum Präsidenten im Mai 2008 wurde das Ministerium in Ministerium für Naturressourcen und Umwelt umbenannt und Trutnew in seinem Amt bestätigt. Nach der Vereidigung der neuen Regierung unter Medwedew im Mai 2012 wechselte Trutnew in die Präsidialverwaltung und wurde Assistent des wieder zum Präsidenten gewählten Putin. Im August 2013 berief ihn Putin jedoch wieder in die Regierung – diesmal als Vize-Ministerpräsidenten – zudem wurde ihm das Amt des Bevollmächtigten des Präsidenten im Föderationskreis Ferner Osten übertragen.
2016 wurde Trutnew mit dem Verdienstorden für das Vaterland 4. Klasse ausgezeichnet.
Trutnew deklarierte für das Jahr 2010 ein Jahreseinkommen von umgerechnet 2,83 Millionen Euro.
Im April 2022 wurde Trutnew auf eine Sanktionsliste der Vereinigten Staaten gesetzt.
Juri Trutnew ist verheiratet und hat zwei Söhne, er betreibt diverse Kampfsportarten wie Sambo und Karate und ist Co-Vorsitzender (gemeinsam mit Sergei Kirijenko) des russischen Kampfsportverbandes (Российский союз боевых искусств).